# شيستر هاردي الدريتش
شيستر هاردي الدريتش (بالإنجليزية: Chester Hardy Aldrich)‏ وهو سياسي أمريكي ينتمي إلى الحزب الجمهوري، ولد في 10 تشرين الثاني - نوفمبر من سنة 1863 في ولاية أوهايو الأمريكية تخرج الدريتش من جامعة ولاية أوهايو في سنة 1888 انتخب شيستر هاردي الدريتش حاكما على ولاية نبراسكا الأمريكية في سنة 1911 واستر الدريتش في منصبه كحاكم للولاية إلى سنة 1913 توفي شيستر هاردي الدريتش في 10 أذار - مارس من سنة 1924.